# Vypusťte Krakena
Vypusťte Krakena je třetí studiové album popové kapely Těžkej Pokondr. Bylo vydáno v roce 1999 v České republice a na Slovensku pod značkou
Sony Music / Bonton s.r.o.. Prodáno bylo kolem 157 000 kusů nosičů a kapela získala od IFPI cenu za „nejprodávanější album v ČR“.
V březnu 2000 byla vydána reedice alba pod názvem Vypusťte Krakena – Multiplatinová edice, která obsahuje tři písně navíc.

## Seznam skladeb
| Pořadí | Název                                                                                                | Hudba                                                           | Text                                                                | Délka |
| ------ | --- | --------------------------------------------------------------- | ------------------------------------------------------------------- | ----- |
| 1.     | Vinetů (originál: Superboys – Ich wünscht' du wärst bei mir (Martin Böttcher – Winnetou melodie))    | Martin Böttcher, Michael B. Schmidt, Erik Trinkaus, Stefan Hahn | Lou Fanánek Hagen                                                   | 4:47  |
| 2.     | Máma má rýmu (originál: Ricchi e Poveri – Mamma Maria)                                               | Dario Farina, Cristiano Minellono                               | Ondřej Hejma                                                        | 3:22  |
| 3.     | Korále, sandále (originál: Gipsy Kings – Volare (Domenico Modugno ‎– Nel blu dipinto di blu (Volaré)) | Domenico Modugno                                                | Lou Fanánek Hagen                                                   | 3:29  |
| 4.     | Hasiči, has! (originál: Bee Gees – Stayin' Alive)                                                    | Barry Gibb, Robin Gibb, Maurice Gibb                            | Lou Fanánek Hagen                                                   | 4:53  |
| 5.     | Maso na guláš (originál: Petr Hapka a Lucie Bílá – Dívám se, dívám)                                  | Petr Hapka                                                      | Lou Fanánek Hagen                                                   | 4:55  |
| 6.     | Naproti maj sejf (originál: Nick Kamen – I Promised Myself)                                          | Nick Kamen                                                      | Lou Fanánek Hagen                                                   | 3:50  |
| 7.     | Torpédo (originál: Ilona Csáková – Tornero (I Santo California – Tornerò))                           | Claudio Natili, Ignazio Polizzy, Marcello Ramoino               | Lou Fanánek Hagen                                                   | 3:25  |
| 8.     | Dřou fest (originál: Pet Shop Boys – Go West (Village People – Go West))                             | Jacques Morali, Henri Belolo, Victor Willis                     | Lou Fanánek Hagen                                                   | 4:03  |
| 9.     | Zlatý slavík (originál: Waldemar Matuška – Slavíci z Madridu (Hugues Aufray – Le rossignol anglais)) | Hugues Aufray, Pierre Delanoë                                   | Lou Fanánek Hagen                                                   | 3:16  |
| 10.    | Dolly Buster (originál: Ray Parker Jr. – Ghostbusters)                                               | Ray Parker Jr.                                                  | Lou Fanánek Hagen                                                   | 3:40  |
| 11.    | Radek (inspirováno: 666 – Amokk)                                                                     | Mike Griesheimer, Thomas Detert                                 | Daniel Hádl, David Solař, Roman Ondráček, Miloš Pokorný, Vít Rotter | 3:28  |
| 12.    | Montér v kvartýru (originál: Andrea Bocelli – Con te partirò)                                        | Francesco Sartori, Lucio Quarantotto                            | Lou Fanánek Hagen                                                   | 4:10  |

### Vypusťte Krakena – Multiplatinová edice
| Pořadí | Název                                                                            | Hudba                                                           | Text              | Délka |
| ------ | -------------------------------------------------------------------------------- | --------------------------------------------------------------- | ----------------- | ----- |
| 13.    | Z mamba nejsem štajf (originál: Lou Bega – Mambo no. 5 (A Little Bit of...))     | Dámaso Pérez Prado, Lou Bega, Zippy Davids                      | Lou Fanánek Hagen | 3:42  |
| 14.    | Čórli mi kola (originál: Drupi – Piccola e fragile)                              | Enrico Riccardi, Luigi Albertelli                               | Lou Fanánek Hagen | 4:32  |
| 15.    | Vinetů – Sam Hawkins remix (originál: Superboys – Ich wünscht' du wärst bei mir) | Martin Böttcher, Michael B. Schmidt, Erik Trinkaus, Stefan Hahn | Lou Fanánek Hagen | 4:17  |

## Sestava při nahrávání
- Roman Ondráček – vokály
- Miloš Pokorný – vokály
- Daniel Hádl – produkce
- Stanislav Fišer – úvod[6]